# Roumazières-Loubert
Roumazières-Loubert – miejscowość i dawna gmina we Francji, w regionie Nowa Akwitania, w departamencie Charente. W 2013 roku populacja ówczesnej gminy wynosiła 2568 mieszkańców. 
W dniu 1 stycznia 2019 roku z połączenia pięciu ówczesnych gmin – Genouillac, Mazières, La Péruse, Roumazières-Loubert oraz Suris – powstała nowa gmina Terres-de-Haute-Charente. Siedzibą gminy została miejscowość Roumazières-Loubert. 